# Altorjay Tamás
Altorjay Tamás (Szeged, 1955 v. 1956 –) magyar operaénekes (basszus), egyetemi docens. Altorjay István gyermeksebész-professzor fia.

## Életpályája
A felvidéki, jónevű gyermeksebész, dr. Sefcsik István és dr. Antal Júlia Antónia gyermekorvos frigyéből született. Gyermekkorától részesült zenei képzésben. Katolikus légkörben nevelkedett, templomi énekkarban énekelt. Művészeti érdeklődése révén a Műegyetemen végzett építészmérnökként, 1982-ben. 
1996-ig építészként is dolgozott, szépen zengő basszushangja azonban a zenei pályára irányította. 1989-től a Szegedi Nemzeti Színház operatársulatának tagja lett, majd a Szegedi Tudományegyetem Zeneművészeti Karán 1998-ban kamaraművészi és 2000-ben énekművészi diplomát szerzett. Tanárai Berdál Valéria, Adorján Ilona, D. Szécsi Edit és Sinkó György voltak. Gyakran lép fel dal-, oratórium- és templomi énekesként is. 2002-től magánének-oktatással is foglalkozik Kecskeméten a Kodály Szakközépiskolában, és 2008-tól az SZTE Zeneművészeti Karának docense.
Hazai társulatokkal szerepelt belföldön és Európa számos országában (Olaszország, Franciaország, Szlovénia, Egyesült Királyság, Hollandia, Svájc, Ausztria, Szlovákia), illetve Egyiptomban. Több ízben választották Az évad énekesének (1996, 2003, 2006, 2015), 2006-ban Dömötör-díjat, 2008-ban Artisjus díjat kapott, 2014-ben és 2016-ban is kitüntették.

## Főbb szerepei
- Bartók: A kékszakállú herceg vára – címszerep
- Ludwig van Beethoven: Fidelio – Fernando
- Csajkovszkij: Anyegin – Gremin
- Gaetano Donizetti: Szerelmi bájital – Dulcamara
- Donizetti: Don Pasquale – címszerep, jegyző
- Erkel Ferenc: Bánk bán – II. Endre
- Liszt Ferenc: Don Sanche, avagy a szerelem kastélya – Alidor
- Pietro Mascagni: Parasztbecsület – Alfio
- Wolfgang Amadeus Mozart: A varázsfuvola – Sarastro
- Mozart: Don Giovanni – Leporello
- Mozart: Figaro házassága – Bartolo
- Mozart: Così fan tutte – Don Alfonso
- Giacomo Puccini: Gianni Schicchi – Simone
- Puccini: Tosca – Sekrestyés/Angelotti
- Puccini: Turandot – Timur
- Gioachino Rossini: A sevillai borbély – Bartolo
- Rossini: Hamupipőke – Don Magnifico
- Rossini: A török Itáliában – Szelim
- Rossini: Ory grófja – Flambeau
- Giuseppe Verdi: Simon Boccanegra – Iacopo Fiesco
- Verdi: Rigoletto – Sparafucile
- Verdi: Lammermoori Lucia – Raimondo
- Verdi: Don Carlos – főinkvizítor
- Verdi: Traviata – Grenvil
- Verdi: Macbeth – Banquo
- Verdi: Aida – Ramfis
- Verdi: Falstaff – Reich
- Richard Wagner: A bolygó hollandi – Daland

## Elismerései
- Dömötör-díj, 2006
- Artisjus-díj, 2008
- Offenbach-emlékérem, 2014
- Gregor József-emlékplakett, 2016